# Prva crnogorska fudbalska liga 2021-2022
La Prva crnogorska fudbalska liga 2021-2022 (prima lega calcistica montenegrina 2021-2022), conosciuta anche come Telekom 1.CFL 2021-2022 per ragioni di sponsorizzazione, è stata la 18ª edizione di questa competizione, la 16ª come prima divisione del Montenegro indipendente, iniziata il 24 luglio 2021 e terminata il 24 maggio 2022. Il Budućnost era la squadra campione in carica. Il Sutjeska ha conquistato il titolo per la quinta volta nella sua storia.

## Stagione

### Avvenimenti
Dalla Prva crnogorska fudbalska liga 2020-2021 è retrocesso in Druga Crnogorska Liga l'OFK Titograd, che è stato sostituito dal Mornar, primo classificato in Druga Crnogorska Liga.

### Formula
Le 10 squadre disputano un doppio girone di andata-ritorno, per un totale di 36 giornate; al termine di queste, l'ultima classificata viene retrocessa, mentre la penultima e la terzultima disputano i play-out contro la seconda e terza classificata della Druga crnogorska fudbalska liga 2021-2022.
Le squadre qualificate alle coppe europee sono quattro: La squadra campione si qualifica al primo turno di qualificazione della UEFA Champions League 2022-2023, la seconda e la terza al primo turno di qualificazione della UEFA Europa Conference League 2022-2023, insieme alla squadra vincitrice della coppa del Montenegro.

## Squadre partecipanti
| Club              | Città        | Stadio                 | Stagione precedente              |
| ----------------- | ------------ | ---------------------- | -------------------------------- |
| Budućnost         | Podgorica    | Stadio pod Goricom     | 1º posto in Prva liga            |
| Dečić             | Tuzi         | Stadio Tuško Polje     | 3º posto in Prva liga            |
| Iskra Danilovgrad | Danilovgrad  | Stadio Braća Velašević | 8º posto in Prva liga            |
| Jezero            | Plav         | Stadio Pod Racinom     | 7º posto in Prva liga            |
| Mornar            | Antivari     | Stadion Topolica       | 1º posto in Druga liga, promosso |
| Petrovac          | Castellastua | Stadio pod Malim brdom | 9º posto in Prva liga            |
| Podgorica         | Podgorica    | Donja Gorica Arena     | 4º posto in Prva liga            |
| Rudar Pljevlja    | Pljevlja     | Stadio pod Golubinjom  | 6º posto in Prva liga            |
| Sutjeska          | Nikšić       | Gradski stadion        | 2º posto in Prva liga            |
| Zeta              | Golubovci    | Stadio Trešnjica       | 5º posto in Prva liga            |

## Classifica finale
|  | Pos. | Squadra           | Pt | G  | V  | N  | P  | GF | GS | DR  |
|  | ---- | ----------------- | -- | -- | -- | -- | -- | -- | -- | --- |
|  | 1.   | Sutjeska          | 75 | 36 | 22 | 9  | 5  | 64 | 29 | +35 |
|  | 2.   | Budućnost         | 67 | 36 | 20 | 7  | 9  | 78 | 45 | +33 |
|  | 3.   | Dečić             | 56 | 36 | 15 | 11 | 10 | 54 | 44 | +10 |
|  | 4.   | Iskra Danilovgrad | 51 | 36 | 15 | 6  | 15 | 48 | 45 | +3  |
|  | 5.   | Mornar            | 50 | 36 | 13 | 11 | 12 | 35 | 39 | -4  |
|  | 6.   | Jezero            | 48 | 36 | 14 | 6  | 16 | 42 | 46 | -4  |
|  | 7.   | Petrovac          | 43 | 36 | 10 | 13 | 13 | 47 | 60 | -13 |
|  | 8.   | Rudar Pljevlja    | 36 | 36 | 9  | 9  | 18 | 35 | 56 | -21 |
|  | 9.   | Podgorica         | 34 | 36 | 8  | 10 | 18 | 38 | 61 | -23 |
|  | 10.  | Zeta              | 34 | 36 | 8  | 10 | 18 | 36 | 52 | -16 |

Legenda:
      Campione di Montenegro e ammessa alla UEFA Champions League 2022-2023.
      Ammesse alla UEFA Europa Conference League 2022-2023.
  Partecipa ai play-out.
      Retrocesse in Druga crnogorska fudbalska liga 2022-2023.
Regolamento:
Tre punti a vittoria, uno a pareggio, zero a sconfitta.

## Risultati
|                | Bud  | Deč  | Isk  | Jez  | Mor  | Pet  | Pod  | Rud  | Sut  | Zet  |
| -------------- | ---- | ---- | ---- | ---- | ---- | ---- | ---- | ---- | ---- | ---- |
| Budućnost      | –––– | 1-2  | 4-1  | 0-1  | 1-1  | 2-1  | 2-1  | 3-0  | 3-3  | 5-1  |
| Budućnost      | –––– | 1-2  | 4-2  | 1-2  | 2-1  | 6-0  | 2-1  | 2-0  | 4-2  | 2-1  |
| Dečić          | 2-2  | –––– | 1-1  | 2-0  | 0-1  | 4-4  | 2-2  | 3-0  | 1-1  | 2-0  |
| Dečić          | 0-2  | –––– | 2-1  | 1-2  | 4-0  | 2-1  | 1-2  | 1-2  | 0-2  | 1-0  |
| Iskra          | 2-1  | 0-1  | –––– | 2-0  | 0-1  | 4-1  | 4-2  | 1-0  | 0-0  | 3-1  |
| Iskra          | 3-2  | 0-1  | –––– | 0-1  | 1-0  | 2-0  | 2-0  | 3-1  | 0-3  | 0-2  |
| Jezero         | 1-2  | 0-0  | 1-0  | –––– | 0-0  | 1-2  | 1-2  | 2-4  | 0-2  | 2-1  |
| Jezero         | 2-1  | 4-2  | 3-1  | –––– | 1-2  | 0-1  | 4-0  | 3-2  | 0-2  | 0-0  |
| Mornar         | 0-3  | 1-2  | 0-1  | 1-0  | –––– | 0-0  | 3-1  | 0-1  | 0-2  | 2-2  |
| Mornar         | 0-2  | 2-1  | 1-1  | 1-1  | –––– | 1-1  | 2-2  | 2-0  | 0-2  | 1-0  |
| Petrovac       | 2-3  | 3-2  | 0-1  | 2-0  | 0-1  | –––– | 2-1  | 4-3  | 3-0  | 2-2  |
| Petrovac       | 0-2  | 0-0  | 0-4  | 2-1  | 2-0  | –––– | 1-1  | 1-1  | 1-1  | 2-4  |
| Podgorica      | 1-2  | 1-1  | 0-0  | 1-0  | 1-1  | 1-3  | –––– | 0-1  | 1-2  | 0-0  |
| Podgorica      | 1-5  | 3-3  | 3-2  | 0-1  | 1-3  | 2-2  | –––– | 2-1  | 0-1  | 1-0  |
| Rudar Pljevlja | 1-1  | 1-1  | 0-0  | 2-2  | 2-1  | 2-2  | 0-1  | –––– | 0-1  | 2-0  |
| Rudar Pljevlja | 3-1  | 1-0  | 0-3  | 1-3  | 0-0  | 1-0  | 1-1  | –––– | 1-1  | 0-3  |
| Sutjeska       | 1-0  | 0-2  | 3-1  | 2-0  | 1-1  | 0-0  | 1-0  | 2-1  | –––– | 2-0  |
| Sutjeska       | 2-2  | 1-2  | 2-0  | 3-1  | 1-3  | 1-1  | 3-0  | 3-0  | –––– | 6-1  |
| Zeta           | 0-0  | 1-1  | 1-1  | 1-2  | 0-1  | 1-1  | 1-2  | 2-0  | 0-4  | –––– |
| Zeta           | 2-2  | 1-2  | 3-1  | 0-0  | 0-1  | 3-0  | 1-0  | 1-0  | 0-1  | –––– |

## Spareggi
Penultima e terzultima della prima divisione sfidano seconda e terza della seconda divisione per due posti in Prva crnogorska fudbalska liga 2022-2023.
|                      | Risultati |                      | Luogo e data              |
| -------------------- | --------- | -------------------- | ------------------------- |
| Mladost Donja Gorica | 1 - 4     | Rudar Pljevlja       | Podgorica, 30 maggio 2022 |
| Rudar Pljevlja       | 1 - 2     | Mladost Donja Gorica | Pljevlja, 3 giugno 2022   |
|                      |           |                      |                           |
| Arsenal Tivat        | 4 - 0     | Podgorica            | Teodo, 30 maggio 2022     |
| Podgorica            | 1 - 1     | Arsenal Tivat        | Podgorica, 3 giugno 2022  |
|                      |           |                      |                           |

## Statistiche

### Individuali

#### Classifica marcatori
| Gol |  |  | Giocatore          | Squadra        |
| --- |  |  | ------------------ | -------------- |
| 14  |  |  | Adnan Bašić        | Petrovac       |
| 13  |  |  | Igor Ivanović      | Budućnost      |
| 13  |  |  | Balša Sekulić      | Iskra          |
| 13  |  |  | Miloš Raičković    | Budućnost      |
| 11  |  |  | Rodrigo Faust      | Jezero         |
| 11  |  |  | Kristijan Vulaj    | Dečić          |
| 10  |  |  | Aleksandar Vujačić | Mornar         |
| 10  |  |  | Marko Miličković   | Petrovac       |
| 9   |  |  | Viktor Đukanović   | Budućnost      |
| 9   |  |  | Dušan Živković     | Rudar Pljevlja |